# 디스크 팩

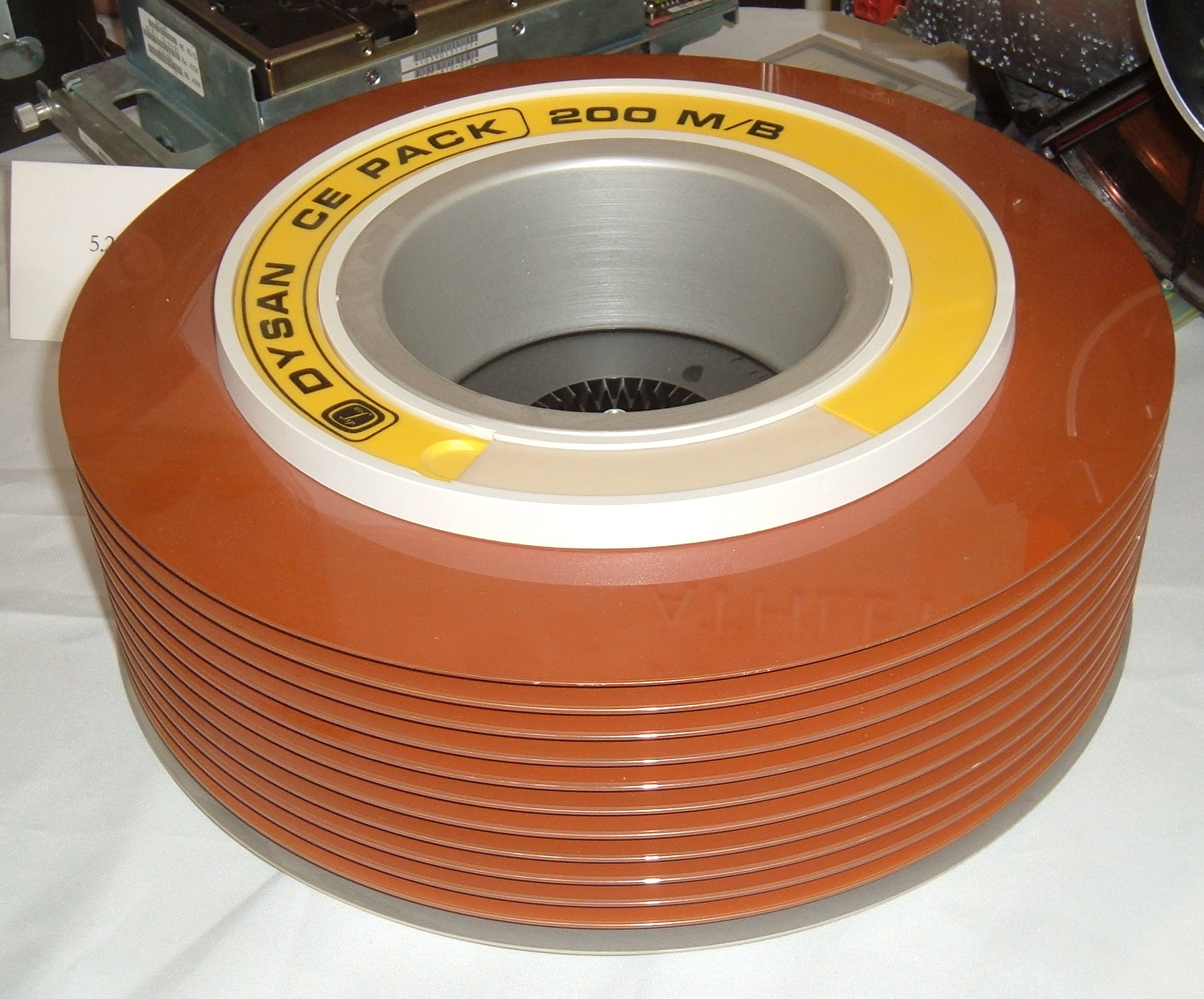
덮개가 제거된 Dysan 제조 1970년대 빈티지 200MB 디스크 팩

디스크 팩(disk pack)과 디스크 카트리지(disck cartrdige)는 1960년대에 도입된 컴퓨터 기억 장치용 이동식 매체의 초기 형태였다.

## 디스크 팩
디스크 팩은 하드 디스크 플래터(자기 데이터 스토리지 표면으로 코팅된 원형의 단단한 디스크)의 계층화된 그룹이다. 디스크 팩은 하드 디스크 드라이브의 핵심 부품이다. 최신 하드 디스크에서는 디스크 팩이 드라이브 내부에 영구적으로 밀봉되어 있다. 많은 초기 하드 디스크에서 디스크 팩은 분리 가능한 장치였으며 리프팅 핸들이 있는 보호용 캐니스터와 함께 제공되었다.
보호 커버는 디스크의 상단과 측면을 둘러싸는 중앙에 손잡이가 있는 플라스틱 쉘과 밀봉된 패키지를 완성하는 별도의 하단의 두 부분으로 구성된다. 디스크 팩을 제거하려면 드라이브를 오프라인 상태로 전환하고 스핀다운을 허용해야 한다. 그런 다음 액세스 도어를 열고 빈 쉘을 삽입하고 비틀어 드라이브에서 디스크 플래터를 잠금 해제하고 쉘에 고정할 수 있다. 그런 다음 어셈블리를 들어 올리고 하단 덮개를 부착한다. 그런 다음 바닥을 제거하고 껍질과 함께 디스크 팩을 드라이브에 배치하여 다른 디스크 팩을 삽입할 수 있다. 핸들을 돌리면 디스크 팩이 제자리에 고정되고 쉘이 자유롭게 제거된다.
최초의 이동식 디스크 팩은 잭 하커(Jack Harker)가 이끄는 LCF(저비용 파일) 프로젝트의 일환으로 IBM 엔지니어 R. E. 패티슨이 1961년에 발명했다. IBM이 도입한 직경 14인치(356mm) 디스크는 1980년대까지 많은 공급업체가 디스크 팩 및 카트리지에 14인치 디스크를 사용하여 디스크 드라이브를 생산하면서 사실상 표준이 되었다.
이동식 디스크 팩을 사용하는 디스크 드라이브의 예로는 IBM 1311, IBM 2311 및 디지털 RP04가 있다.

## 디스크 카트리지

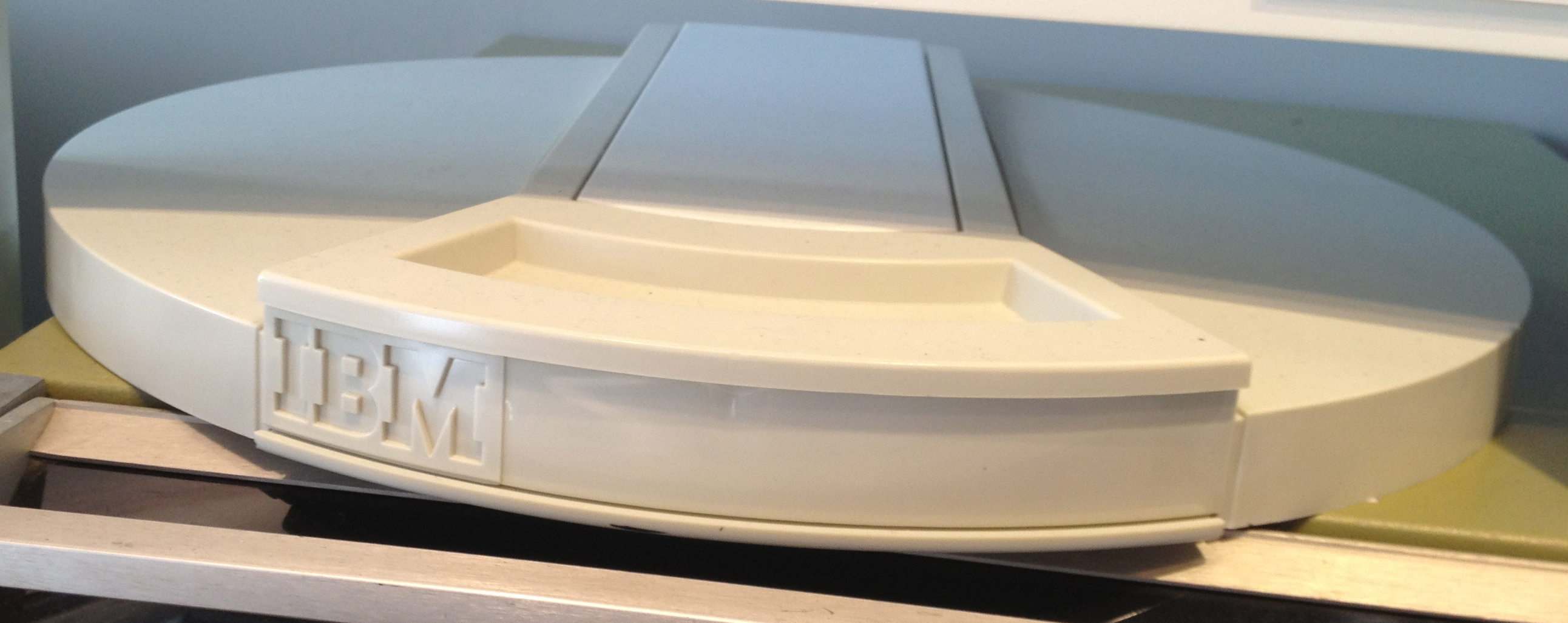
IBM 2315 디스크 카트리지는 1MB의 데이터를 저장했다.

초창기 디스크 카트리지는 보호용 플라스틱 껍질에 싸인 단일 하드 디스크 플래터였다. 이동식 카트리지가 카트리지 드라이브 주변기기에 삽입되면 드라이브의 읽기/쓰기 헤드가 셸의 구멍을 통해 플래터의 자기 데이터 스토리지 표면에 액세스할 수 있다. 디스크 카트리지는 디스크 팩 드라이브 또는 초기 하드 드라이브에서 직접적으로 발전한 것이다. 저장 밀도가 향상됨에 따라 단일 플래터라도 유용한 양의 데이터 저장 공간을 제공할 수 있으며 이동식 디스크 팩보다 다루기가 더 쉽다는 이점이 있다. 카트리지 드라이브의 예로는 IBM 1130에 사용되는 IBM 2310이 있다. 디스크 카트리지는 플로피 디스크로 인해 더 이상 사용되지 않는다.